# Костка, Ян
Ян Костка (1529 — 31 мая 1581) — польский государственный деятель и магнат, секретарь королевский (с 1554), подскарбий прусской земли (1554), эконом мальборкский (1554), каштелян гданьский (1556), воевода сандомирский (1574—1581). Староста мальборкский, плоцкий, тчевский, голубский и липенецкий.
Дважды претендовал на королевский трон Речи Посполитой (1573, 1575).

## Биография
Представитель польского магнатского рода Костка герба «Домброва». Сын воеводы поморского и хелмненского Станислава Костки (1487—1555) и Эльжбеты из Эленберга.
Получил образование в Германии, Фландрии и Испании. В 1568 году Ян Костка был назначен польским королём Сигизмундом Августом главой Морской комиссии. Занимался организацией польского военного флота. Был сторонником унии между Королевством Польским и Королевской Пруссией.
Участвовал в подписании актов Люблинской унии (1569) и Варшавской конфедерации (1573).

## Семья и дети
1-я жена c 1555 года Ядвига Пржеребская, дети от первого брака:
- Станислав Костка (умер в молодости)
- Эльжбета Костка, муж — каштелян гданьский Мацей Żaliński

2-я жена с 1575 года София Одровонж (ок. 1540—1580), дочь воеводы русского Станислава Одровонжа, вдова Яна Кшиштофа Тарновского. Благодаря браку с Софией Одровонж, получил во владение город Ярослав. Дети от второго брака
- Ян Костка (ум. 1592), староста липинецкий и свецкий
- Анна Костка (1575—1635), жена с 1592 года воеводы волынского, князя Александра Константиновича Острожского (1571—1603)
- Катаржина Костка (1576—1648), муж — подчаший великий коронный Адам Иероним Сенявский (ок. 1576—1619).